# Théophile Seyrig
François Gustave Théophile Seyrig (Berlim, 19 de fevereiro de 1843 — 5 de julho de 1923) foi um engenheiro, construtor de pontes.
Em 1869 funda a Eiffel e Companhia com Gustave Eiffel, que constrói a Ponte de D. Maria Pia no Porto.
Mais tarde já a trabalhar para a empresa belga Société Willebroeck, de Bruxelas, ganha o concurso para a construção da Ponte Luís I, contra o projecto apresentado por Eiffel.

## Obras
- Ponte de D. Maria Pia
- Ponte Luis I
- Viaduto de Neuvial
- Viaduto de Rouzat

Pontes do Porto
- Ponte de D. Maria Pia (1877).
- Ponte Luis I (1886).

## Escritos
- (em francês) Seyrig, Théophile. Pont d. Luiz I. à Porto, Librairie centrales des chemins de fer, Paris, 1884
- (em francês) Seyrig, Théophile. Éléments de statique graphique appliquée aux constructions, Baudry, Paris, 1886; pp. 392